# Championnat national de tennis des États-Unis 1939
Pour un article plus général, voir US Open de tennis.
Résultats détaillés de l’édition 1939 du championnat de tennis US National qui est disputée du 7 au 16 septembre 1939.

## Palmarès
| Tableau          | Vainqueurs                       | Vainqueurs           | Score          | Finalistes                          | Finalistes  |
| ---------------- | -------------------------------- | -------------------- | -------------- | ----------------------------------- | ----------- |
| Simple dames     | Alice Marble                     | États-Unis           | 6-0, 8-10, 6-4 | Helen Hull Jacobs                   | États-Unis  |
| Simple messieurs | Bobby Riggs                      | États-Unis           | 6-4, 6-2, 6-4  | Welby Van Horn                      | États-Unis  |
| Double dames     | Sarah Palfrey Cooke Alice Marble | États-Unis           | 7-5, 8-6       | Kay Stammers Freda James Hammersley | Royaume-Uni |
| Double messieurs | Adrian Quist John Bromwich       | Australie            | 8-6 6-1 6-4    | Jack Crawford Harry Hopman          | Australie   |
| Double mixte     | Alice Marble Harry Hopman        | États-Unis Australie | 9-7, 6-1       | Sarah Palfrey Cooke Elwood Cooke    | États-Unis  |

## Simple dames
|  |              |  |   |    |   |
|  | Finale       |  |   |    |   |
|  |              |  |   |    |   |
|  |              |  |   |    |   |
|  | Alice Marble |  | 6 | 8  | 6 |
|  | Alice Marble |  | 6 | 8  | 6 |
|  | Helen Jacobs |  | 0 | 10 | 4 |

## Double dames
|  |                           |  |   |   |  |
|  | Finale                    |  |   |   |  |
|  |                           |  |   |   |  |
|  |                           |  |   |   |  |
|  | Sarah Fabyan Alice Marble |  | 7 | 8 |  |
|  | Sarah Fabyan Alice Marble |  | 7 | 8 |  |
|  | Kay Stammers Freda James  |  | 5 | 6 |  |

## Double mixte
|  |                           |  |   |   |  |
|  | Finale                    |  |   |   |  |
|  |                           |  |   |   |  |
|  |                           |  |   |   |  |
|  | Alice Marble Harry Hopman |  | 9 | 6 |  |
|  | Alice Marble Harry Hopman |  | 9 | 6 |  |
|  | Sarah Fabyan Elwood Cooke |  | 7 | 1 |  |